# Герберт, Генри, 4-й граф Карнарвон
Генри Говард Молинье Герберт, 4-й граф Карнарвон (англ. Henry Herbert, 4th Earl of Carnarvon; 24 июня 1831 — 29 июня 1890) — британский аристократ и политик-консерватор. Министр колоний (1866—1867, 1874—1878), лорд-лейтенант Ирландии (1885—1886). С 1833 по 1849 год носил титул учтивости — лорд Порчестер.

## Происхождение и образование
Карнарвон родился 24 июня 1831 года на Гросвенор-сквер в Лондоне. Старший сын и наследник Генри Герберта, 3-го графа Карнарвона (1800—1849), и Генриетты Анны Говард (1804—1876), дочери лорда Генри Говарда-Молинье-Говарда (1766—1824), младшего брата Бернара Говарда, 12-го герцога Норфолка. Младший брат — Достопочтенный Оберон Герберт (1838—1906).
Он получил образование в Итонском колледже. В 1849 году, в возрасте 18 лет, он сменил своего отца на посту 4-го графа Карнарвона. Он учился в Крайст-чёрч в Оксфорде, где его прозвали «Твиттерс», очевидно из-за его нервных тиков и нервного поведения, и где в 1852 году он получил первую степень по гуманитарной литературе.

## Политическая карьера

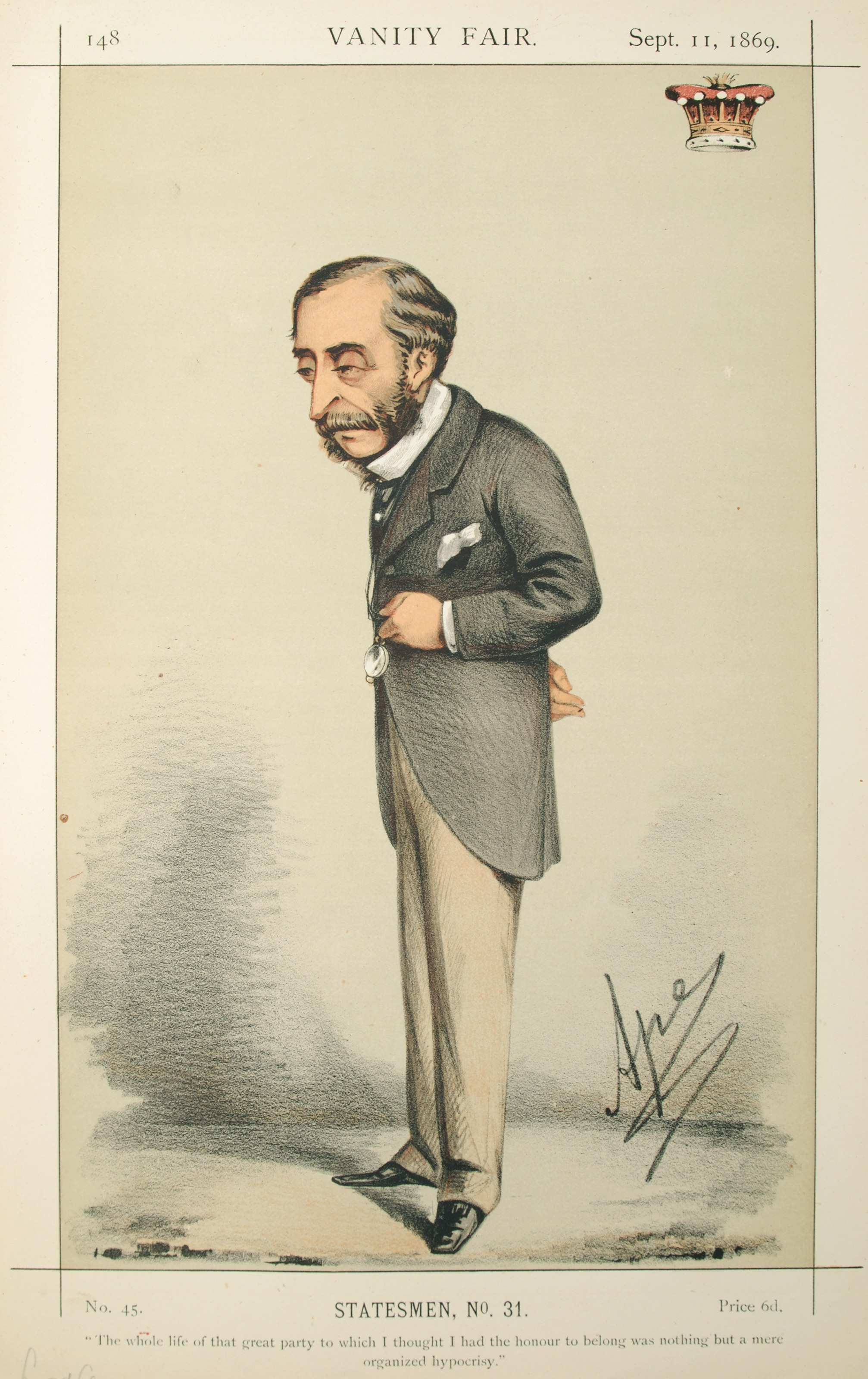
Генри Герберт, нарисованный в 1869 году «Ape» для Vanity Fair.

31 января 1854 года лорд Карнарвон выступил со своей первой речью в Палате лордов. С 1858 по 1859 год занимал пост заместителя государственного секретаря по делам колоний в правительстве лорда Дерби.
С 1863 года лорд Карнарвон занимал над тюремной реформой. Закон о тюрьмах 1866 года, принятый парламентом в 1865 году, воплотил в жизнь основные идеи Карнарвона, хотя и с подробными поправками.
В 1866 году Генри Герберт был включен в составе Тайного совета Великобритании и получил должность государственного секретаря по делам колоний в правительстве лорда Дерби. В 1867 году он представил Акт о Британской Северной Америке, который предоставил Канаде самоуправление. Позже в том же году он ушел в отставку (вместе с лордом Крэнборном и Джонатаном Пилом) в знак протеста против законопроекта о реформе Бенджамина Дизраэли, направленного на предоставление избирательных прав рабочему классу.
В 1874 году лорд Карнарвон вторично был назначен государственным секретарем по делам колоний. Он представил ряд предложений — Карнарвонские условия — для урегулирования спора между Британской Колумбией и Канадой по поводу строительства трансконтинентальной железной дороги и железнодорожного и железнодорожного моста на острове Ванкувер. Острову Ванкувер было обещано железнодорожное сообщение в качестве условия для его вступления в Канадскую конфедерацию.
Лорд Карнарвон безуспешно пытался создать конфедерацию из различных колоний Южной Африки. Идея конфедерации была отброшена, когда Карнарвон ушел в отставку в 1878 году в знак протеста против политики Дизраэли по восточному вопросу, но ожесточенные конфликты, вызванные политикой Карнарвона, продолжались, кульминацией которых в конечном итоге стала Вторая англо-бурская война и аннексия двух бурских республик.
С 1885 по 1886 год лорд Карнарвон занимал должность лорда-лейтенанта Ирландии.
Граф Карнарвон также занимал почетные должности лорда-лейтенанта графства Хэмпшир в 1887—1890 годах и заместителя лейтенанта Ноттингемшира. Он считался высококультурным человеком, был президентом и членом Общества антикваров (его время там было отмечено их кампанией по спасению собора Сент-Олбанс от лорда Гримторпа), членом Королевского общества, а также был старшим стюардом Оксфордского университета. Он также был известным масоном, получившим посвящение в Вестминстерской и Кистоунской ложах. Он служил Великим Мастером Великой Ложи Англии с 1874 по 1890 год.

## Браки и дети
Лорд Карнарвон был женат дважды. Его первый брак был 5 сентября 1861 года с леди Эвелин Стэнхоуп (3 ноября 1834 — 25 января 1875), дочерью Джорджа Стэнхоупа, 6-го графа Честерфилда (1805—1866), и достопочтенной Энн Элизабет Уэлд-Форестер (1802—1885), от брака с которой у него был сын и три дочери:
- Джордж Герберт, 5-й граф Карнарвон (26 июня 1866 — 5 апреля 1923), старший сын и наследник, финансовый спонсор раскопок гробницы Тутанхамона.
- Леди Уинифред Энн Генриетта Кристиан Герберт (2 июля 1864 — 28 сентября 1933), вышла замуж за Герберта Гарднера, 1-го барона Бурклера[англ.] (1846—1921), и была матерью Эвелин Гарднер, которая вышла замуж за писателя Ивлин Во. Брак Эвелин Гарднер вскоре закончился разводом, и, несмотря на противодействие семьи Гербертов, Ивлин Во повторно женился на своей сводной двоюродной сестре Лоре Герберт, дочери Обри Герберта Пикстона, сына 4-го графа Карнарвона, от его второй жены.
- Леди Маргарет Леонора Эвелина Селина Герберт (18 сентября 1870 — 13 сентября 1958), вышла замуж за Джорджа Герберта Дакворта[англ.] (1868—1934), известного государственного служащего и сводного брата писательницы Вирджинии Вулф и художницы Ванессы Белл.
- Леди Виктория Александрина Мэри Сесил Герберт (31 декабря 1874 — 15 ноября 1957), незамужняя.

После смерти своей первой жены в 1875 году лорд Карнарвон женился на своей двоюродной сестре Элизабет Кэтрин Говард (29 марта 1857 — 1 февраля 1929) 26 декабря 1878 года. Она была дочерью Генри Говарда (1802—1875) из замка Грейсток, недалеко от Пенрита, Камберленд (брата Генриетты Анны Молинье-Говард (1804—1876), жена Генри Герберта, 3-го графа Карнарвона), сына лорда Генри Говарда-Молинье-Говарда и младшего брата Бернарда Говарда, 12-го герцога Норфолка. Братом Элизабет Говард была Эсме Говард, 1-й барон Говард Пенритский. От второй жены у него было ещё два сына:
- Достопочтенный Обри Найджел Генри Молинье Герберт[англ.] (3 апреля 1880 — 26 сентября 1923) из Пикстон-парка в Сомерсете и Теверсала Ноттингемшире[8], солдат, дипломат, путешественник, офицер разведки, связанный с независимостью Албании, и консервативный член парламента от Йовил. Его дочь Лора Герберт была второй женой Ивлина Во.
- Достопочтенный Мервин Роберт Говард Молинье Герберт[англ.] (2 декабря 1882 — 26 мая 1929) из Теттона, Кингстон-Сент-Мэри, Сомерсет, третий сын (второй сын от второй жены), дипломат и игрок в крикет.

Ему принадлежало 35 000 акров (14 000 га), в основном в Сомерсете и Ноттингемшире.

## Смерть и погребение
Лорд Карнарвон умер в июне 1890 года в возрасте 59 лет на Портман-сквер в Лондоне. Его вторая жена пережила его почти на сорок лет и умерла в феврале 1929 года в возрасте 72 лет.